# The Young Bucks
The Young Bucks sind ein US-amerikanisches Wrestling-Tag-Team, das aus den Brüdern Matthew Ronjon „Matt“ Massie (* 13. März 1985 in Hesperia, Kalifornien) und Nicholas Lee „Nick“ Massie (* 28. Juli 1989 in Hesperia, Kalifornien) besteht. Besser bekannt sind sie unter ihren Ringnamen Matt Jackson (Matthew) und Nick Jackson (Nicholas).
Sie sind Mitgründer und Executive Vice Presidents der US-amerikanischen Wrestling-Promotion All Elite Wrestling (kurz: AEW) und treten dort als Wrestler auf.
Sie sind ehemalige IWGP Tag Team Champions, ROH World Tag Team Champions und AAA World Tag Team Champions sowie die ehemaligen AEW World Tag Team Champions.

## Wrestling-Karriere

### Anfänge & Debüt
Erste Erfahrungen im Ring sammelten Matt und Nick im Jahr 2001, als sie an unprofessionellen Backyard-Wrestling-Events teilnahmen. Ihr erstes professionelles Training nahmen sie in der Revolution Pro Wrestling School. In der Wrestling-Promotion ihres dortigen Trainers Ron Rivera, Revolution Pro Wrestling, gaben sie am 7. August 2004 ihr Pro-Wrestling-Debüt. Matt trat in seinem ersten Match als Fluffy The Dog auf, während man Nick El Gallinero nannte. In weiteren Veranstaltungen dieser Promotion traten beide als das Tag-Team Los Gallineros auf, Nick als Gallinero I und Matt als Gallinero II. Noch im selben Jahr entwickelte Matt seine eigene unprofessionelle Backyard-Wrestling-Promotion weiter und gründete daraus die professionelle Promotion High Risk Wrestling, die er zusammen mit Nick und dem gemeinsamen Bruder Malachi betrieb. Mit High Risk Wrestling veranstalteten sie Wrestling-Shows in Südkalifornien. Die Promotion führten sie bis 2007, als Matt und Nick ihren dortigen Pflichten aufgrund ihres vollen Terminplans nicht mehr nachkommen konnten.

### Independent-Ligen
Nach ihrem Debüt im professionellen Wrestling bestritten Matt und Nick Matches in unterschiedlichen Independent-Promotionen. Erstmals als The Young Bucks traten sie am 26. Februar 2005 bei Full Contact Wrestling auf. Matt nannte sich hierbei Mr. Instant Replay und Nick war als Slick Nick bekannt. Als Matt Jackson und Nick Jackson traten sie erstmals am 14. Januar 2007 bei NWA Pro Wrestling auf. Am 10. Juni 2007 gaben sie ihr Debüt für Pro Wrestling Guerrilla (kurz: PWG). Am 14. Mai 2008 debütierten sie bei Dragon Gate in Japan. Am 31. August 2008 erhielten sie erstmals die PWG World Tag Team Championship von Tyler Black und Jimmy Jacobs. Den Titel hielten sie für 616 Tage bis zum 9. Mai 2010 und verloren ihn an El Generico und Paul London. Am 27. März 2009 gaben sie ihr Debüt für Chikara Pro Wrestling. Für Dragon Gate USA traten sie erstmals am 25. Juli 2009 auf. Eine zweite Regentschaft als PWG World Tag Team Champions begann am 9. April 2011 mit einem Sieg über El Generico und Ricochet. Diese endete am 10. Dezember 2011 mit einer Niederlage an Kevin Steen und Super Dragon. Am 2. Juni 2012 erhielten sie die CHIKARA Campeonatos de Parejas Championship von Chuck Taylor und Johnny Gargano. Den Titel verloren sie am 10. Februar 2013 an Scott Parker und Shane Matthews. Ein drittes Mal erhielten sie die PWG World Tag Team Championship am 12. Januar 2013 von Brian Cage und Michael Elgin und verloren diesen am 26. Juli 2014 an Candice LeRae und Joey Ryan. Am 26. Juni 2015 erhielten sie den Titel zum vierten Mal mit einem Sieg über Andrew Everett und Trevor Lee. Sie verloren ihn am 18. März 2017 an Penta El Zero M und Rey Fenix. Damit hielten sie die PWG World Tag Team Championship insgesamt über einen Zeitraum von 2052 Tagen.

### WWE (2008)
Matt bestritt am 19. Februar 2008 bei WWE SmackDown ein Match als Jobber gegen Chuck Palumbo. In der gleichen Rolle trat er in der SmackDown-Ausgabe vom 14. Oktober 2008 gegen Big Show auf. Am 28. Oktober 2008 bei ECW spielten Matt und Nick in einem Segment Imitationen von Triple H und Shawn Michaels.

### Ring of Honor (2009–2018)

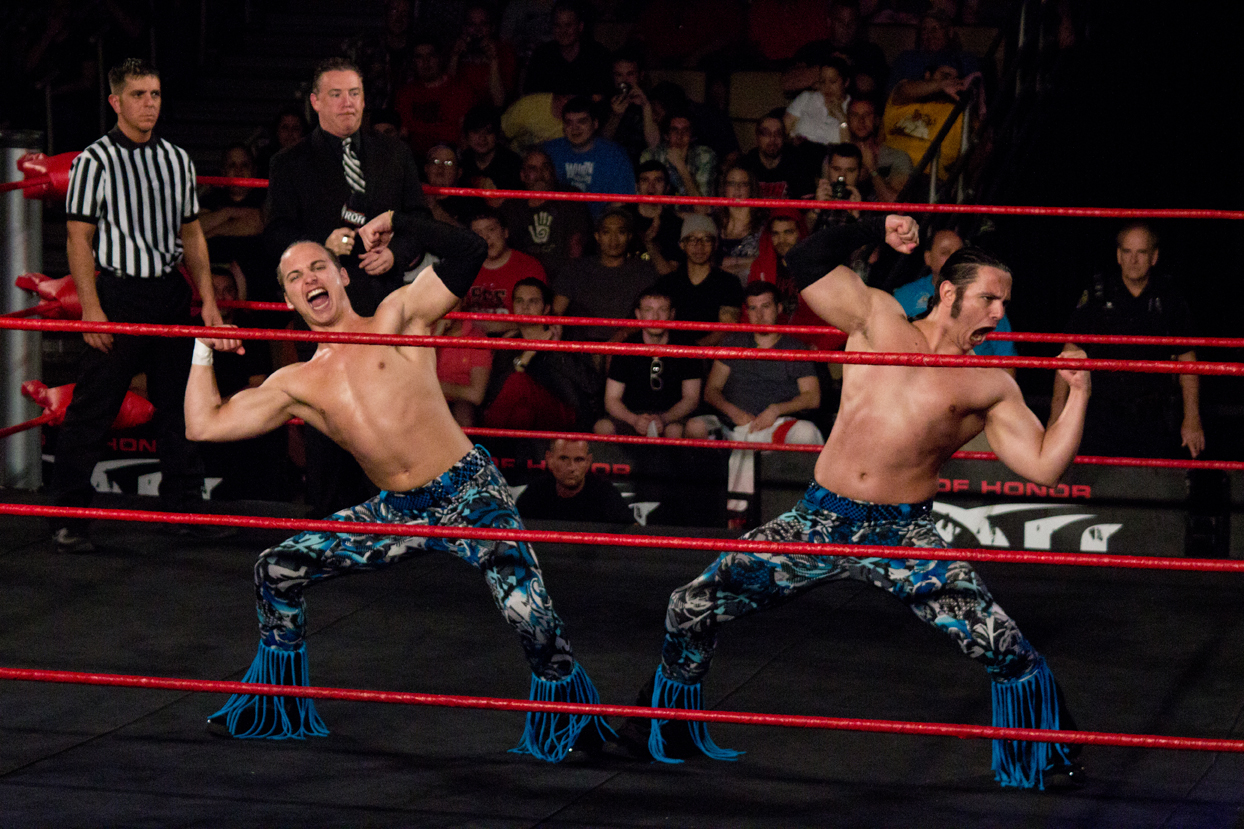
The Young Bucks bei einer Show von Ring of Honor.

Bei den Ring-of-Honor-TV-Aufnahmen vom 29. Mai 2009 gaben The Young Bucks ihr Debüt für die Promotion mit einem Sieg gegen das Team von Brandon Day und Sal Rinauro. Ihr Pay-per-View-Debüt für ROH bestritten sie am 19. Dezember 2009 bei Final Battle 2009 mit einem Sieg über El Generico und Kevin Steen. Nach ihrer Vertragsunterzeichnung bei Total Nonstop Action Wrestling (kurz: TNA) verloren Matt und Nick ihr Abschiedsmatch von ROH am 21. Januar 2010 in einem 8-Man-Tag-Match mit The Briscoes (Jay und Mark Briscoe) gegen Davey Richards, Eddie Edwards, Chris Hero und Claudio Castagnoli. Danach gaben sie nur vereinzelte Gastauftritte bei Ring of Honor.
Nach ihrem Abgang bei TNA gaben Matt und Nick am 17. September 2011 ihr ROH-Comeback beim Pay-per-View-Event Death Before Dishonor IX. Dort durften sie El Generico und Kevin Steen besiegen. Zwischen dem 3. August 2012 und dem 3. August 2013 nahmen sie eine einjährige Auszeit von Ring of Honor.
Am 8. März 2014 erhielten sie erstmals die ROH World Tag Team Championship nach einem Sieg über reDRagon (Bobby Fish und Kyle O’Reilly). Den Titel verloren sie wieder an diese beim Pay-per-View-Event War Of The Worlds am 17. Mai 2014. Ein zweites Mal gewannen sie den Titel am 30. September 2016 bei All Star Extravaganza VIII in einem Ladder-Match gegen die amtierenden Champions The Addiction (Christopher Daniels und Frankie Kazarian) und The Motor City Machine Guns (Alex Shelley und Chris Sabin). Am 4. März 2017 verloren sie den Titel an The Broken Hardys (Brother Nero und Matt Hardy). Bei Supercard Of Honor XI erhielten sie von diesen den Titel für eine dritte Regentschaft zurück. Diese endete am 22. September 2017 bei Death Before Dishonor XV mit einer Niederlage an The Motor City Machine Guns. Während dieser dritten Regentschaft wurden Matt und Nick doppelte Champions, als sie am 20. August 2017 gemeinsam mit ihrem Bullet-Club-Kameraden Hangman Page ein Trio namens The Hung Bucks formten und die ROH World Six-Man Tag Team Championship von Dalton Castle und The Boys gewannen. Diesen Titel verloren sie am 9. März 2018 an SoCal Uncensored (Christopher Daniels, Frankie Kazarian und Scorpio Sky). Ein zweites Mal erhielten sie diesen Titel gemeinsam mit Cody, einem weiteren Bullet-Club-Mitglied, als sie am 21. Juli 2018 The Kingdom (Matt Taven, TK O’Ryan und Vinny Marseglia) besiegen durften. An diese verloren sie den Titel wieder am 4. November 2018.
Nach dem Pay-per-View-Event Final Battle 2018 am 14. Dezember 2018, wo sie ein Ladder-Match um die ROH World Tag Team Championship, an dem auch SoCal Uncensored (Frankie Kazarian und Scorpio Sky) teilnahmen, gegen The Briscoes verloren, verließen Matt und Nick Ring of Honor.

### Total Nonstop Action Wrestling (2009–2011 und 2013)

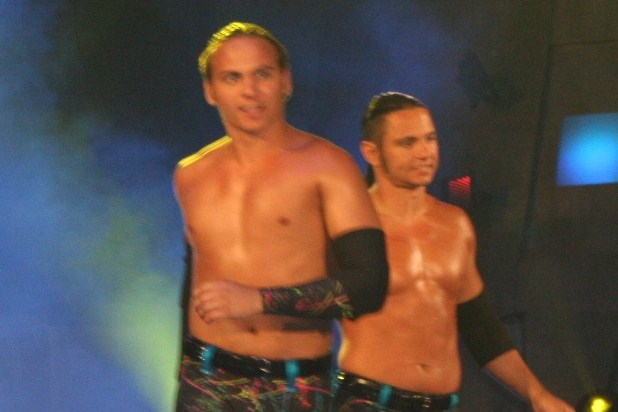
Generation Me bei einem TNA-Event.

Nachdem Matt und Nick an einem Dark Match bei den TNA-Impact-Aufzeichnungen vom 21. Dezember 2009 teilnehmen durften, gab Total Nonstop Action Wrestlings Präsidentin Dixie Carter am 26. Dezember 2009 via Twitter bekannt, The Young Bucks verpflichtet zu haben.
Ihr TV-Debüt bei Impact gaben sie am 14. Januar 2010 unter dem Namen Generation Me. Matt nannte man hier Max Buck, während Nick als Jeremy Buck auftrat. Ihren ersten Pay-per-View-Event für TNA bestritten sie am 21. März 2010 bei Destination X, als sie ein Match um den Nr.-1-Herausforderer auf die TNA World Tag Team Championship gegen The Motor City Machine Guns (Alex Shelley und Chris Sabin) verloren.
Während ihrer Zeit bei TNA waren sie mehrfach erfolglos im Geschehen um die TNA World Tag Team Championship involviert und fehdeten als Einzelwrestler ebenso erfolglos um die TNA X Division Championship. Am 10. Juli 2011 bestritten sie ihr vorerst letztes Match für TNA, als sie gemeinsam gegen Eric Young und Shark Boy verloren. Am darauffolgenden Tag baten sie um Entlassung aus ihren Verträgen.
Bei den Aufnahmen zu One Night Only: Tag Team Tournament 2013 am 18. März 2013 gaben sie ein kurzes TNA-Comeback, als sie am Tag-Team-Turnier teilnahmen, wo sie gegen Team 3D ausschieden. Am folgenden Tag bei den Aufnahmen zu One Night Only: Hardcore Justice 2 hatten sie ihr letztes TNA-Match mit einer Niederlage in einem Ladder-Match gegen Christopher Daniels und Kazarian.

### New Japan Pro Wrestling (2013–2019)

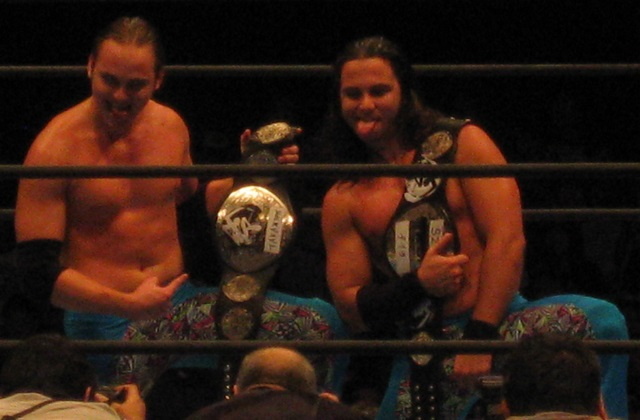
The Young Bucks als IWGP Junior Heavyweight Tag Team Champions.

Beginnend mit ihrem Debüt bei New Japan Pro-Wrestling am 25. Oktober 2013 traten The Young Bucks als Mitglied des Bullet Clubs auf, ein Stable, das zum damaligen Zeitpunkt komplett aus Nichtjapanern gebildet wurde. An diesem Tag trafen sie im Super Junior Tag Tournament auf Barreta und Brian Kendrick. Schließlich gewannen Matt und Nick das Turnier, woraufhin sie ein Titelmatch um die IWGP Junior Heavyweight Tag Team Championship erhielten. Dieses gewannen sie am 9. November 2013 bei Power Struggle gegen Suzuki-gun (Taichi und TAKA Michinoku) und erhielten den Titel somit erstmals. Den Titel verloren sie am 21. Juni 2014 bei Dominion an Time Splitters (Alex Shelley und KUSHIDA). Ein zweites Mal erhielten sie den Titel am 11. Februar 2015 in einem Three-Way-Match gegen die Champions reDRagon und Time Splitters bei The New Beginning. Bei Invasion Attack am 5. April 2015 verloren sie den Titel an Roppongi Vice (Beretta und Rocky Romero). Am 3. Mai 2015 erhielten sie ihn von diesen bei Wrestling Dontaku wieder zurück und verloren ihn wieder am 16. August 2015 bei G1 Climax an reDRagon. Bei Wrestle Kingdom 10 am 4. Januar 2016 erhielten sie den Titel für eine vierte Regentschaft von diesen zurück, nach einem Four-Way-Match, an dem auch Roppongi Vice sowie Matt Sydal und Ricochet teilnahmen. Am 11. Februar 2016 gaben sie den Titel bei The New Beginning an Matt Sydal und Ricochet ab.
Im Januar 2016 bildeten Matt und Nick gemeinsam mit Kenny Omega die Bullet-Club-Untergruppe The Elite. In dieser Formation erhielten sie am 20. Februar 2016 bei Honor Rising: Japan die NEVER Openweight Six Man Tag Team Championship von Jay Briscoe, Mark Briscoe und Toru Yano. Den Titel verloren sie am 10. April 2016 bei Invasion Attack. Am 3. Mai 2016 erhielten sie ihn erneut bei Wrestling Dontaku von Hiroshi Tanahashi, Michael Elgin und Yoshitatsu. Am 19. Juni wurden Matt und Nick zudem bei Dominion zum fünften Mal IWGP Junior Heavyweight Tag Team Champions nach einem Four-Way-Match gegen die Champions Matt Sydal und Ricochet sowie Roppongi Vice und reDRagon. Die NEVER Openweight Six Man Tag Team Championship verloren sie am 3. Juli 2016 bei Kizuna Road an Matt Sydal, Ricochet und Satoshi Kojima. Die IWGP Junior Heavyweight Tag Team Championship gaben sie am 4. Januar 2017 bei Wrestle Kingdom 11 an Roppongi Vice ab. Von diesen erhielten sie den Titel ein sechstes Mal bei Dominion am 11. Juni 2017. Sie verloren ihn bei G1 Climax am 13. August 2017 an Ricochet und Ryusuke Taguchi. Bei Wrestle Kingdom 12 am 4. Januar 2018 erhielten sie den Titel zum siebten Mal nach einem Sieg über Roppongi 3K (SHO und YOH). An diese verloren sie ihn wieder am 28. Januar 2018 bei The New Beginning.
Gemeinsam mit ihrem Bullet-Club-Kameraden Marty Scurll erhielten sie am 3. Mai 2018 bei Wrestling Dontaku erneut die NEVER Openweight Six Man Tag Team Championship mit einem Sieg über die weiteren Bullet-Club-Mitglieder Bad Luck Fale, Tama Tonga und Tanga Loa. Am 9. Juni 2018 bei Dominion durften Matt und Nick erstmals die IWGP Tag Team Championship gewinnen, nachdem sie die Champions Los Ingobernables de Japon (EVIL und SANADA) besiegten. Am 12. August 2018 bei G1 Climax verloren sie die NEVER Openweight Six Man Tag Team Championship an ihre Bullet-Club-Kameraden Taiji Ishimori, Tama Tonga und Tanga Loa. An Tama Tonga & Tanga Loa (Guerrillas Of Destiny) verloren sie am 30. September 2018 auch die IWGP Tag Team Championship.
Im Podcast Talk is Jericho  von Chris Jericho am 30. Oktober 2018 teilten Adam Page, Cody und Marty Scurll mit, The Elite beizutreten. Zudem erklärte The Elite den Austritt aus dem Bullet Club. Ihr letztes Match für New Japan Pro Wrestling bestritten Matt und Nick bei Wrestle Kingdom 13 am 4. Januar 2019 in einem Match um die IWGP Tag Team Championship gegen Guerrillas Of Destiny und Los Ingobernables de Japon, die das Match gewannen.

### All In (2018) und All Elite Wrestling (seit 2019)

#### All In
Im Mai 2017 beantwortete Wrestling-Journalist Dave Meltzer eine Frage auf Twitter, ob Ring of Honor in der Lage sei, über 10.000 Tickets zu einer Veranstaltung zu verkaufen: „Not anytime soon“ (deutsch: „Nicht in naher Zukunft“). Aus dieser Aussage entstand eine Wette zwischen Meltzer und Ring-of-Honor-Wrestler Cody Rhodes, der daraufhin gemeinsam mit Matt und Nick einen eigenen Wrestling-Event plante, bei dem mindestens 10.000 Besucher anwesend sein sollten. Dieser wurde All In genannt und unter dem Slogan „The Biggest Independent Wrestling Show Ever“ (deutsch: „Die größte Independent-Wrestling-Show aller Zeiten“) beworben. All In fand am 1. September 2018 in Chicago, Illinois statt und war mit 11.263 Zuschauern die erste nicht von WWE oder WCW veranstaltete Wrestling-Show in den Vereinigten Staaten seit 1993, für die über 10.000 Tickets verkauft werden konnten. The Young Bucks besiegten im Hauptkampf gemeinsam mit Kota Ibushi das mexikanische Team von Bandido, Rey Fénix und Rey Mysterio.

#### All Elite Wrestling
Nach dem Erfolg von All In wurde am 1. Januar 2019 darauf aufbauend die Promotion All Elite Wrestling gegründet. Dies geschah mit finanzieller Unterstützung der Geschäftsmänner Tony Khan und seinem Vater, dem Milliardär Shahid Khan. Tony Khan übernahm auch die Rolle des Geschäftsführers. Matthew und Nicholas Massie übernahmen genau wie Cody Runnels (Cody Rhodes) und Tyson Smith (Kenny Omega) eine Rolle als Executive Vice President. Mit dem seit All In generierten Zuschauerinteresse und der durch die Khan-Familie erhaltenen Finanzkraft gilt AEW als erste Promotion in den USA seit 18 Jahren, die das Teilmonopol des Marktführers WWE in Frage stellt.
Ihr AEW-Debüt bestritten Matt und Nick bei der ersten AEW-Veranstaltung Double Or Nothing am 25. Mai 2019, als sie ihre AAA World Tag Team Championship erfolgreich gegen The Lucha Brothers (Rey Fenix und Pentagon Jr.) verteidigten. Diesen Titel hatten sie zuvor von diesen am 16. März 2019 bei der mexikanischen AEW-Partner-Promotion Lucha Libre AAA Worldwide gewonnen. Am 16. Juni 2019 gaben sie den Titel bei AAA Verano De Escandalo 2019 wieder an The Lucha Brothers ab. Am 7. November 2020 durften sie die AEW World Tag Team Championship bei Full Gear von FTR (Cash Wheeler und Dax Harwood) gewinnen.

## Titel und Auszeichnungen
- Pro Wrestling Illustrated

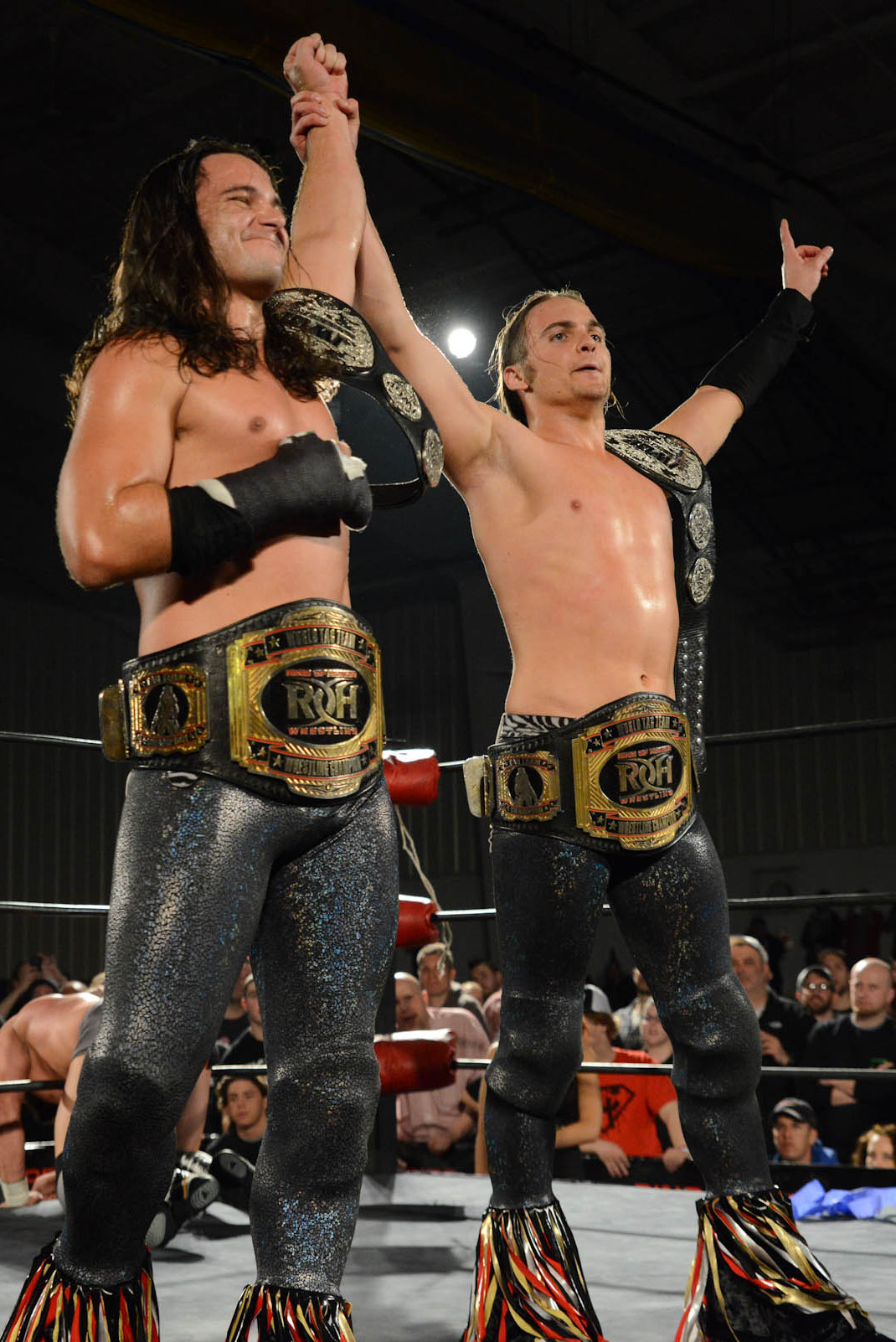
ROH World Tag Team Champions sowie IWGP Junior Heavyweight Tag Team Champions Matt und Nick Jackson.

  - Tag Team of the Year (2017 und 2018)

- Wrestling Observer Newsletter
  - Tag Team of the Year (2014, 2015, 2016, 2017 und 2018)
  - Best Wrestling Maneuver (2009 für More Bang for Your Buck und 2014 für Meltzer Driver)

- All Elite Wrestling
  - AEW World Tag Team Championship (2×)
  - AEW World Trios Championship (2× mit Kenny Omega)

- New Japan Pro-Wrestling
  - IWGP Tag Team Championship (1×)
  - IWGP Junior Heavyweight Tag Team Championship (7×)
  - NEVER Openweight Six Man Tag Team Championship (2× mit Kenny Omega und 1× mit Marty Scurll)

- Ring of Honor
  - ROH World Tag Team Championship (3×)
  - ROH World Six-Man Tag Team Championship (1× mit Cody und 1× mit Hangman Page)

- Lucha Libre AAA Worldwide
  - AAA World Tag Team Championship (1×)

- Pro Wrestling Guerrilla
  - PWG World Tag Team Championship (4×)

- Chikara Pro Wrestling
  - CHIKARA Campeonatos de Parejas Championship (1×)

- Alpha Omega Wrestling
  - AOW Tag Team Championship (1×)

- Alternative Wrestling Show
  - AWS Tag Team Championship (1×)

- Dragon Gate USA
  - Open The United Gate Championship (1×)

- Dramatic Dream Team
  - DDT Iron Man Heavy Metal Championship (1×)

- Empire Wrestling Federation
  - EWF Tag Team Championship (1×)

- Family Wrestling Entertainment
  - FWE Tag Team Championship (1×)

- Future Stars Of Wrestling
  - FSW Tag Team Championship (1×)

- House Of Glory
  - HOG Tag Team Championship (1×)

- Insane Wrestling League
  - IWL Tag Team Championship (3×)

- Squared Circle Wrestling
  - 2CW Tag Team Championship (1×)
  - SCW Tag Team Championship (1×)

- World Series Wrestling
  - WSW Tag Team Championship (1×)